# Hans Georg Zapotoczky
Hans Georg Zapotoczky (* 24. September 1932 in Linz; † 3. Juli 2010 in Graz) war ein österreichischer Psychiater, emeritierter Universitätsprofessor und ehemaliger Vorstand der Universitätsklinik für Psychiatrie an der Universität Graz. Zapotoczky war Gründungsmitglied und Obmann der Gesellschaft zur Förderung seelischer Gesundheit.

## Werdegang
Nach der Matura 1952 am Humanistischen Gymnasium auf der Spittelwiese studierte er an der Medizinischen Fakultät der Universität Wien, wo er 1958 promovierte. Er kam 1961 an die Universitätsklinik für Psychiatrie und Neurologie in Wien und habilitierte sich 1976 bei Hans Hoff. Nach Auslandsaufenthalten wurde Zapotoczky 1991 als ordentlicher Professor an die Medizinische Fakultät der Karl-Franzens-Universität Graz berufen und übernahm dort die neu gegründete Psychiatrische Klinik, wo er bis zu seiner Emeritierung im Herbst 2000 als Vorstand tätig war.

## Monografien (Auszug)
Er veröffentlichte über 320 wissenschaftliche Artikel.
- Manual zur mehrdimensionalen Therapie der Depression; Kohlhammer, Stuttgart 2009, 1. Aufl.
- Soziale und ökonomische Bedeutung von Sozialprojekten in Oberösterreich; Trauner, Linz 2001.
- Paranoia und Diktatur; Trauner, Linz 2001.
- Psychiatrie der Lebensabschnitte; Springer, Wien 2001.
- Handbuch der Gerontopsychiatrie; Springer, Wien 1996.
- Mensch – Macht – Maschine; Verl. Integrative Psychiatrie, Innsbruck 1995.
- Psychologie am Krankenbett; Beltz, PsychologieVerlagsUnion, Weinheim 1995, 2. Aufl.
- Aus dem Effeff; Internat. Literatur- und Lyrik-Verl., Wien 1992.
- Fragen antworten auf Ängste; Böhlau, Wien 1992.
- Stress in allen Lebensstufen; Hippokrates-Verlag, Stuttgart 1982.
- Neurosen; Karger, Basel 1976.

## Auszeichnungen
- Großes Ehrenzeichen des Landes Steiermark[4]
- Österreichisches Ehrenkreuz für Wissenschaft und Kunst I. Klasse[4]
- Ehrenmitglied mehrerer medizinischer Gesellschaften[4]
- 2007 Hans-Prinzhorn-Medaille[5]
- 2009 Ehrenpreis des Viktor-Frankl-Fonds der Stadt Wien[6]